# Armand Mattelart
Armand Mattelart (Jodoigne, 8 gennaio 1936) è un sociologo e teorico dei media e della comunicazione belga.

## Carriera
Studia Legge e Scienze politiche all'Università di Lovanio dove consegue la laurea; successivamente studia demografia a Parigi, quindi si trasferisce in Cile, dove insegna Sociologia all'Università Cattolica e partecipa alla fondazione del Centro de Estudios de la Realidad Nacional. Dopo il colpo di Stato del generale Augusto Pinochet, ha lasciato il Cile e attualmente vive in Francia.
Dal 2003 è presidente dell'Observatoire Français des Mèdias; fino al 2005 è stato professore di Scienze dell'Informazione e della Comunicazione all'Università di Parigi-VIII (Vincennes à Saint-Denis).

## Riconoscimenti
- 2007 - Dottorato honoris causa dell'Università Autonoma di Nuevo León
- 2011 - Dottorato honoris causa dell'Università Nazionale di Córdoba (Argentina)[3]
- 2014 - Dottore honoris causa dell'Università di Valladolid  (Spagna)[4]
- 2015 - Dottorato honoris causa dell'Università dell'Avana (Cuba)[5]

## Opere

### Edizioni originali
- Agresión en el espacio: cultura y napalm en la era de los satélites, Santiago, Tercer Mund, 1972.
- La cultura como empresa multinacional, Buenos Aires, Editorial Galerna, 1974.
- El imperialismo en busca de la contrarrevolución cultural, Caracas, Universidad central de Venezuela, Facultad de ciencias Economicas y Sociales, Division de publicaciones, 1974.
- Multinationales et systemes de communication: les appareils ideologiques de l'imperialisme, Anthropos, Paris, 1976.
- Armand et Michele Mattelart, Penser les medias, Paris, La decouverte, 1991.
- L'invention de la communication, Paris, La decouverte, 1994.
- La mondialisation de la communication, PUF, coll. Que sais-je, Paris, 1996.
- La Communication-monde. Histoire des idées et des stratégies. La Découverte (série "Histoire contemporaine"), Paris, 1999.

### Edizioni italiane
- Multinazionali e comunicazioni di massa, prefazione di Ivano Cipriani, Roma, Editori Riuniti, 1977.
- La comunicazione mondo, 1997.
- Storia delle teorie della comunicazione, Lupetti - Editori di Comunicazione, Milano 1997.
- L'invenzione della comunicazione, 1998.
- Storia della società dell'informazione, Torino, Einaudi, 2002.
- Storia dell'utopia planetaria, Torino, Einaudi, 2003.